# La Nuit sur l'étang
La Nuit sur l'étang est un événement musical canadien qui se tient annuellement à Sudbury, en Ontario.

## Historique
Créé en 1973 par Fernand Dorais dans le cadre des activités du Colloque Franco-Parole de l'Université Laurentienne, l'événement intitulé par Réjean Grenier Une nuit sur l'étang  a présenté un programme d'artistes francophones pendant une soirée.  Ce fut le premier événement musical d'importance dans l'histoire de la culture franco-ontarienne. 

## 2010-présent

### 39eédition
La 39e édition de La Nuit, intitulée La Nuit des Femmes, a eu lieu dans le Grand Salon de l'Université Laurentienne. Elle a mis en vedette Cindy Doire, Tricia Foster et Patricia Cano. Le groupe Tricot Machine a également pris la scène, ainsi que le groupe lauréat de La Brunante 2011, Le jeudi Soir.

### 40eédition
La 40e édition de la Nuit sur l'étang a eu lieu du 22 au 24 mars 2013, et a combiné son propre anniversaire à celui des éditions Prise de parole. Le slogan de la 40e édition est: moi, jviens encore du nord, en référence à la chanson de Robert Paquette Moi, jviens du nord, composée pour la pièce de théâtre d'André Paiement Moé j'viens du Nord, stie.
Les artistes invités à la Nuit sur l'étang 2013 sont:
- Marcel Aymar
- Christian Berthiaume de Konflit
- Jean Marc Dalpé
- Paul Demers
- Yves Doyon d'En Bref
- Jean-Marc Lalonde de Deux saisons
- François Lemieux
- Robert Paquette
- Stéphane Paquette
- Éric Robitaille (Animateur de la Nuit)
- Un orchestre composé de Daniel Bédard, Guy Coutu, Cory Lalonde, Dayv Poulin, et Don Reed
- Un trio a cappella formé de Leila Reguigui, Chelsey Rooney et Darquise Poulin

### 41eédition
La 41e édition de La Nuit sur l'étang a eu lieu le 22 mars 2014.

### 42eédition
La 42e édition de La Nuit sur l’Étang a eu lieu le 28 mars 2015 à l’auditorium Fraser de l’Université Laurentienne. Animé par Marcel Marcotte, animateur radio franco-ontarien, cette soirée a rendu hommage à Paul Demers, un artiste important de la chanson franco-ontarienne. Paul Demers s’est présenté sur scène, accompagné de Robert Paquette et Marcel Aymar pour une prestation inoubliable. Certains artistes ont aussi rendu hommage en interprétant des classiques de Paul Demers à leur manière. Joëlle Roy, Martine Fortin et le groupe Hey, Wow ont aussi fait partie de cette édition de La Nuit.

### 43eédition
La 43e édition de la Nuit, qui a eu lieu le 2 avril 2016, était une soirée qui avait pour but de tisser des liens entre la communauté franco-ontarienne et l'Acadie, avec le thème Sudbury-Moncton. 
Les artistes Mandala, Joey Robin Haché, Edouard Landry, Marie-Jo Thériault ont pris la scène. Le groupe Les Chaizes Muzicales ont également célébré leur 20e anniversaire.

### 44eédition
La 44e édition de La Nuit sur l'étang, ayant comme thème "La Grande veillée" a célébré le folklore canadien-français et le patrimoine franco-ontarien. Présentée en partenariat avec le Centre franco-ontarien de folklore, cette soirée s'est déroulée dans le gymnase du Collège Boréal, afin de donner à l'opportunité des spectateurs à danser. L'événement s'est déroulé en deux parties. La première partie a mis en vedette la musique folklore, avec les groupes Pourquoi Pas, le Yves LambertTrio et le calleur Jean-François Berthiaume. La deuxième partie s'est vu rendre hommage à la musique contemporaine franco-ontarienne, présentée avec des arrangements traditionnels.

### 45eédition
La 45e édition de La Nuit a mis en vedette la relève de la musique franco-ontarienne. Le groupe Georgian Bay, ainsi que les chanteuses Anah Marion et Joëlle Villeneuve ont pris la scène. La soirée s'est clôturée avec le groupe LGS (anciennement Swing).

### 46eédition
Les détails pour l'édition 2019 de La Nuit sur l'Étang sont à venir.

## La Brunante
Depuis 1995 La Brunante est une série d’ateliers professionnels et un concours provincial de musique qui s’adresse aux jeunes franco-ontariens(nes) de 15 à 30 ans. Entre 1995 à 2017, La Brunante a donné des ateliers et fait monter sur scène plus de 350 jeunes francophones dont certains sont devenus des professionnels et d’autres des vedettes de la scène musicale franco-canadienne.

## Prix du Nouvel-Ontario
En 1983, le comité organisateur de La Nuit sur l'Étang met sur pied le Prix du Nouvel Ontario, afin de reconnaître l'apport d'une personnalité « au développement culturel, artistique et social de l'Ontario francophone ». Au fil des années, on compte notamment les récipiendaires suivants : Clément Bérini (1986), Marcel Aymar, Hélène Brodeur, Patrice Desbiens, Fernand Dorais, Paulette Gagnon, Hélène Gravel,.  